# Copaifera salikounda
Copaifera salikounda är en ärtväxtart som beskrevs av Édouard Marie Heckel. Copaifera salikounda ingår i släktet Copaifera, och familjen ärtväxter. IUCN kategoriserar arten globalt som sårbar. Inga underarter finns listade i Catalogue of Life.